# Vinchio
Vinchio (piemontiul: Vinch) település Olaszországban, Piemont régióban, Asti megyében. Lakosainak száma 546 fő (2023. január 1.). Vinchio Belveglio, Castelnuovo Calcea, Mombercelli, Nizza Monferrato, Vaglio Serra és Cortiglione községekkel határos.

## Népesség
A település lakossága az elmúlt években az alábbi módon változott:
| Lakosok száma | 598  | 578  | 546  |
|               | 2017 | 2018 | 2023 |